# Homosexuellenbewegung in Breslau 1919–1945
Die Homosexuellenbewegung in Breslau 1919–1945 fiel in die Blütezeit der ersten deutschen Homosexuellenbewegung. 

## Die Geschichte der Homosexualität in Breslau
Die Zeit der Weimarer Republik gilt als die Blütezeit der ersten deutschen Homosexuellenbewegung. Der Arzt Magnus Hirschfeld (1868–1935), der zuvor in Breslau studiert hatte, gründete 1897 in Berlin das Wissenschaftlich-humanitäre Komitee (WhK). Es war die erste homosexualpolitische Organisation der Welt und hatte sich der Emanzipation der Homosexuellen durch Selbstorganisation, politisches Agieren und Aufklärung der Fachwelt wie der allgemeinen Bevölkerung verschrieben. Breslauer Obmann des WhK war der Rechtsanwalt Erich Bohn (1874–1948).
In Breslau, damals Hauptstadt Schlesiens, wurde über das Thema Homosexualität geschwiegen. Angaben zu Einzelschicksalen liegen nur recht spärlich vor; im Rahmen der schwul-lesbischen Geschichtsforschung führen Gebiete wie ehemals Schlesien, Pommern und Ostpreußen nach wie vor ein Schattendasein. Als homosexuell bekannt sind heute der Soziologe Norbert Elias (1897–1990), der Opernsänger Hans Grahl (1895–1966) und der Verleger Gerhard Prescha (1909–1996), der in der Nachkriegszeit Zeitschriften für Homosexuelle veröffentlichte.

## Klub der Freunde und Freundinnen
Um 1919 bildete sich in Breslau ein erster „Klub der Freunde und Freundinnen“, der über die Zeitschrift „Die Freundschaft“ Artikel veröffentlichte und nach „Gleichgesinnten“ suchte, „die in idealer Gemeinschaft ohne seichten Lebensgenuss Schönheit und Freundesliebe pflegen wollen“. Nur zwei Breslauer Lokale waren bekannt für „wahre Freunde und Freundinnen“: das Restaurant „Neumann-Diele“ und die „Alte Heidelberger-Diele“. Einige andere Gaststätten für homosexuelles Publikum folgten ihrem Beispiel. Ab 1922 wurde der Freundschaftsverein „Sagitta“ bekannt. Diskretion war für den Verein oberstes Gebot. Die erste Generalversammlung „Sagittas“ fand im Februar 1922 statt. Man organisierte bunte Abende, Ausflüge und Feste. 1923 kam es zu Streitigkeiten in dem Verein, und man legte den Namen Sagitta ab. So wurde fortan nur noch von der „Ortsgruppe Breslau“ berichtet, die eine von 30 Gruppen im Deutschen Reich war.
Besondere Aufmerksamkeit im gesellschaftlichen Klima von Breslau der 1920er Jahre erregten diverse Kurzmeldungen in der Freundschaft und anderen Blättern dieser Zeit. Wiederholt wurde hier von Erpressungen, Raubüberfällen und Suiziden berichtet. Vermutlich Ernst Bellenbaum veröffentlichte unter einem Pseudonym in der Freundschaft einen Artikel, in dem er nicht nur den Staat kritisierte, sondern auch die homosexuelle Szene: „In den Lokalen wird getanzt und getobt wie wahnsinnig, gemeine Witze werden gerissen und manchmal glaubt man, die Hölle hat allen Insassen Urlaub erteilt […] Wie gemütlich könnte es in dem Lokal an der Bahnhofstraße 10 sein, wenn die Gäste auf ihren Plätzen blieben und sich bei netter Musik unterhalten würden. Kein Mensch könnte daran Anstoß nehmen und jeder Breslauer könnte dort ungestört ein paar Stunden unter Gleichgesinnten verbringen.“
Im Juni 1923 gab es einen Aufruf durch Ernst Bellenbaum zur Gründung einer Pressekonferenz unter dem Namen „Sexualreform“. Das Vorhaben scheiterte, da sich keiner meldete, der ideelle Mitarbeit leisten wollte. So fiel die Breslauer Gruppe bis 1927 in eine tiefe Krise. Ende der 20er-Jahre gab es dann wieder ein reges soziales Leben unter Homosexuellen in der Stadt Breslau und es wurden auch Start- und Schützenhilfen beim Aufbau anderer schlesischer Ortsgruppen angeboten, zum Beispiel in Liegnitz. Es gab Kontakte auch in die Lausitz und die Tschechoslowakei, nach Dresden, Dortmund und nach Amerika. 

## Verbot der Homosexualität per Gesetz
Heute ist kaum etwas über die Zerschlagung der homosexuellen Subkultur und die Verfolgung ihrer Anhänger bekannt. So auch nicht über die Verflechtung der städtischen Vereinsaktivisten mit homosexuellen Nazigrößen wie dem schlesischen Gauleiter Helmuth Brückner oder dem SA-Führer Edmund Heines. Dieser wurde am 30. Juni 1934 wegen angeblicher Teilnahme am „Röhm-Putsch“ verhaftet und erschossen. Angesichts seiner halböffentlichen Exzesse wurde dies gerade bei der Breslauer Bevölkerung mit einer gewissen Genugtuung betrachtet. Brückner, seit März 1933 auch Oberpräsident der Provinz Niederschlesien mit Sitz in Breslau, wurde ebenfalls mit dem § 175 RStGB in Verbindung gebracht; er kam in Zusammenhang mit der Röhm-Affäre in Gestapo-Haft. Wegen drei Fällen gemeinsamer Masturbation mit einem Oberstleutnant wurde er zu 15 Monaten Gefängnis verurteilt, aus dem Staatsdienst entlassen und aus der NSDAP ausgeschlossen. 
Nach der der Verschärfung des § 175 fanden 1935 im gesamten Deutschen Reich viel mehr Prozesse gegen Homosexuelle statt als in den Jahren zuvor. Im Oberlandesgerichtsbezirk Breslau gab es 1936 sieben Mal so viele Fälle wie 1931.